# Прачечная самообслуживания

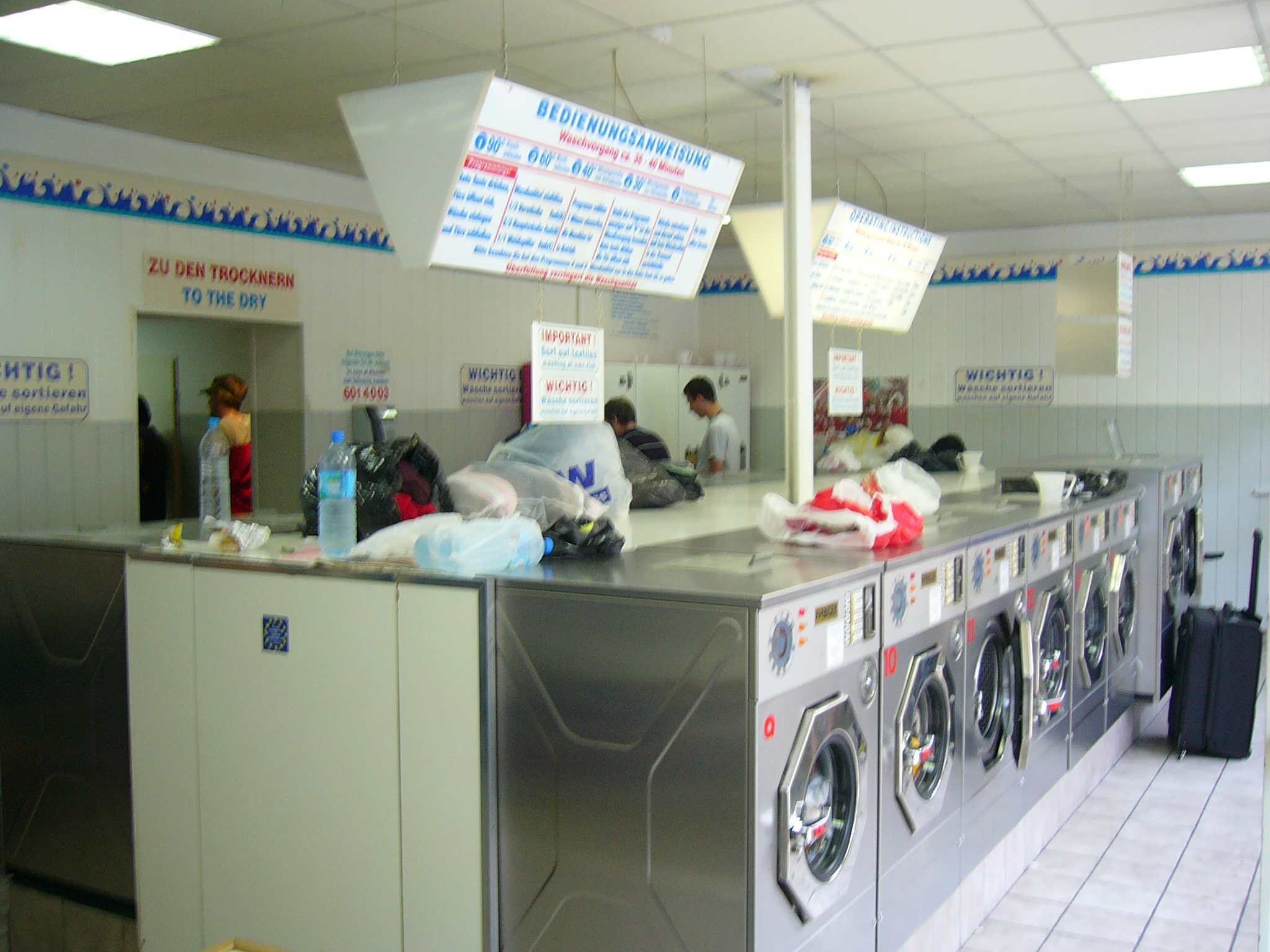
Прачечная самообслуживания в Германии

Прачечная самообслуживания,  ландромат  (англ. laundromat) — оборудование для автоматической прачечной коммерческой категории. Прачечные самообслуживания отличаются от традиционных прачечных с администратором тем, что клиент самостоятельно выполняет все этапы, начиная от стирки и ополаскивания, и заканчивая сушкой и глажкой. В ландроматах отсутствует пункт приема белья. В таких прачечных установлены стиральные машины с купюро- или монето-приёмниками. Ландроматы оборудуются также машинами для сушки и утюжки белья. Подобные прачечные распространены и популярны в США (широко распространены на трак-стопах и Apartment complex) и европейских странах. В СССР прачечные самообслуживания функционировали во всех крупнейших городах. Современные прачечные самообслуживания являются частью вендинг-бизнеса.

## Услуги и оборудование прачечных самообслуживания

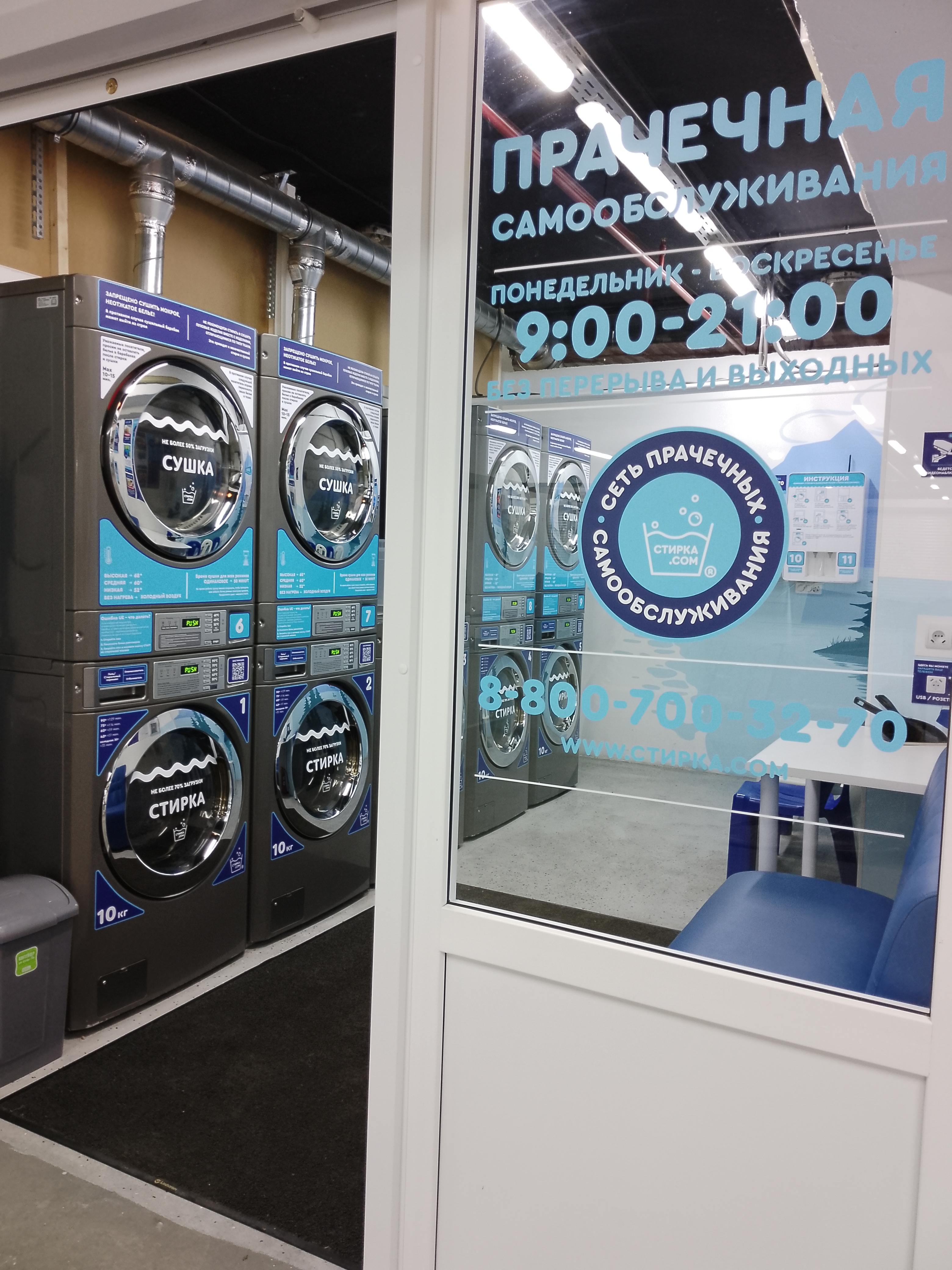
Прачечная самообслуживания, Братеево, Москва, Россия

### Стирка
Стирка осуществляется при помощи высококачественных профессиональных стиральных машин и специальных моющих и чистящих средств.

### Сушка
В прачечных самообслуживания, сушка происходит в сушильных машинах. Время сушки и остаточная влажность зависят от выбранного режима.

### Глажка
Глажка белья в прачечных самообслуживания может происходить на следующих гладильных системах:
1. Простые утюг и гладильная доска или с парогенератором.
2. Гладильный каток.
3. Каландр (автоматизированный или частично автоматизированный гладильный каток).
4. Парогенератор (глажка происходит за счет мощной струи горячего пара).
5. Пароманекен (редко используется).